# Johfra Bosschart
Johannes Franciscus Gijsbertus van den Berg, o semplicemente Johfra Bosschart (Rotterdam, 15 dicembre 1919 – Fleurac, 6 novembre 1998), è stato un artista olandese.

## Biografia
Johfra e sua moglie, Ellen Lórien, hanno vissuto in Olanda e poi si sono trasferiti a Fleurac (Dordogne - Francia) nel 1962. Johfra descrive i suoi lavori come "un surrealismo basato su uno studio di psicologia, religione, Bibbia, astrologia, tempi antichi, magia, stregoneria, mitologia ed occultismo."